# Ronde van Italië voor vrouwen 2015
De Ronde van Italië voor vrouwen 2015 (Italiaans: Giro Rosa 2015) werd verreden van vrijdag 3 juli tot en met zondag 12 juli in Slovenië en Italië. Het was de 26e editie van de rittenkoers. De ronde telde tien etappes, inclusief een proloog. Titelverdedigster Marianne Vos deed niet mee. De ronde werd gewonnen door de Nederlandse Anna van der Breggen, die een jaar eerder nog derde werd achter haar ploeggenote Vos.
Van der Breggen veroverde de roze trui door op de voorlaatste dag de tijdrit te winnen met ruim één minuut voorsprong. In de laatste etappe wist ze haar voorsprong op Megan Guarnier zelfs nog te vergroten. Mara Abbott won de laatste etappe en klom zo naar de tweede plaats in het algemeen klassement. Na de overmacht in 2014, was deze editie wederom een groot succes voor de Rabo-Liv-ploeg: wereldkampioene Pauline Ferrand-Prévot won de 5e etappe, Lucinda Brand de 3e en 7e etappe en droeg een dag de roze trui, Katarzyna Niewiadoma won het jongerenklassement en naast Van der Breggen eindigden ook Niewiadoma, Ferrand-Prévot en Shara Gillow in de top 10 van het eindklassement. Tot de laatste dag had ook Roxane Knetemann zicht op een plek in de top 10, maar zij viel tijdens de laatste etappe en brak haar arm op drie plaatsen.

## Ploegen
| Nrs.  | Code | Ploeg                       |
| ----- | ---- | --------------------------- |
| 1-8   | RBW  | Rabobank-Liv Woman          |
| 11-18 | WHT  | Wiggle Honda                |
| 21-28 | GEW  | Orica-AIS                   |
| 31-38 | DLT  | Boels Dolmans Cycling Team  |
| 41-48 | ALE  | Alé Cipollini               |
| 51-58 | ASA  | Astana-Acca Due O           |
| 61-68 | MEX  | Mexico Nationale selectie   |
| 71-78 | TFA  | Tre Colli-Forno d'Asolo ACS |
| 81-88 | SEF  | Servetto Footon             |
| 91-98 | TOG  | Top Girls Fassa Bortolo     |

| Nrs.    | Code | Ploeg                   |
| ------- | ---- | ----------------------- |
| 101-108 | TLV  | Liv-Plantur             |
| 111-118 | LBL  | Lotto Soudal Ladies     |
| 121-128 | MIC  | S.C. Michela Fanini Rox |
| 131-138 | VAI  | Aromitalia Vaiano       |
| 141-148 | BTC  | BTC City Ljubljana      |
| 151-158 | BPK  | BePink-LaClassica       |
| 161-168 | BCT  | Bigla Pro Cycling Team  |
| 171-178 | ISG  | Inpa Sottoli-Giusfredi  |
| 181-188 | VEL  | Velocio-SRAM            |

## Etappe-overzicht
| etappe | datum   | start            | finish                | profiel             | afstand  | winnaar                | klassementsleider    |
| ------ | ------- | ---------------- | --------------------- | ------------------- | -------- | ---------------------- | -------------------- |
| P      | 3 juli  | Ljubljana        | Ljubljana             | Proloog             | 2 km     | Annemiek van Vleuten   | Annemiek van Vleuten |
| 1e     | 4 juli  | Kamnik           | Ljubljana             | Vlakke rit          | 102,5 km | Barbara Guarischi      | Lucinda Brand        |
| 2e     | 5 juli  | Gaiarine         | San Fior              | Heuvelrit           | 121,5 km | Megan Guarnier         | Megan Guarnier       |
| 3e     | 6 juli  | Curtatone        | Mantova               | Vlakke rit          | 130,4 km | Lucinda Brand          | Megan Guarnier       |
| 4e     | 7 juli  | Pioltello        | Pozzo d'Adda          | Vlakke rit          | 98 km    | Annalisa Cucinotta     | Megan Guarnier       |
| 5e     | 8 juli  | Trezzo sull'Adda | Aprica                | Heuvelrit           | 128,4 km | Pauline Ferrand-Prévot | Megan Guarnier       |
| 6e     | 9 juli  | Tresivio         | Morbegno              | Bergrit             | 102,5 km | Mayuko Hagiwara        | Megan Guarnier       |
| 7e     | 10 juli | Arenzano         | Loano                 | Bergrit             | 89,7 km  | Lucinda Brand          | Megan Guarnier       |
| 8e     | 11 juli | Pisano           | Nebbiuno              | Individuele tijdrit | 21,7 km  | Anna van der Breggen   | Anna van der Breggen |
| 9e     | 12 juli | Verbania         | San Domenico di Varzo | Bergrit             | 92,7 km  | Mara Abbott            | Anna van der Breggen |

## Etappe-uitslagen

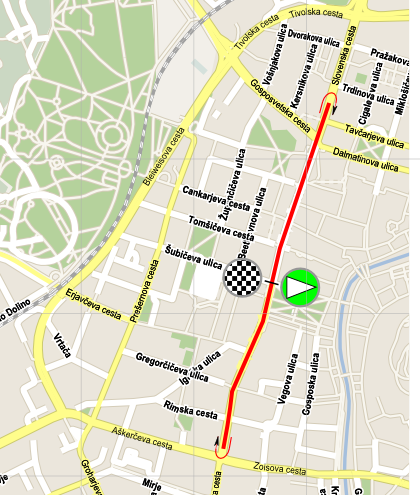
Proloog

### Proloog

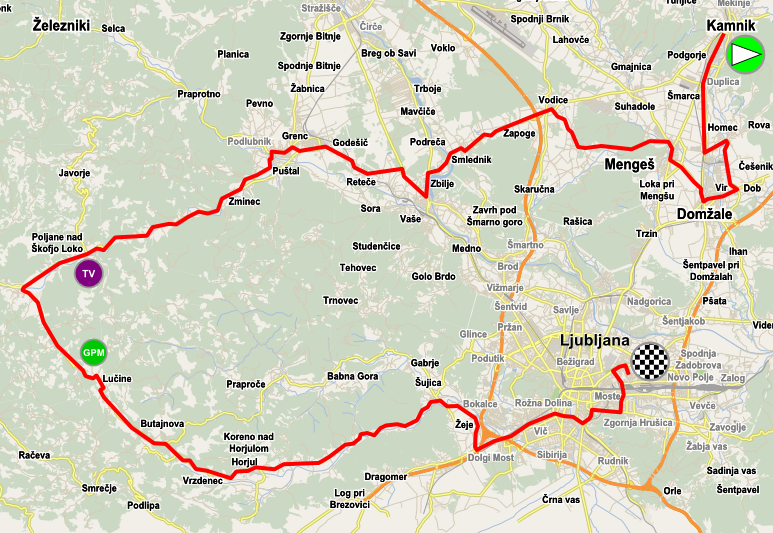
1e etappe

| Vrijdag 3 juli: Ljubljana (Slovenië) – Ljubljana (Slovenië) (2 km) |                      |                        |          |
| Plaats                                                             | Naam                 | Ploeg                  | Tijd     |
| Winnaar                                                            | Annemiek van Vleuten | Bigla Pro Cycling Team | 2'48"    |
| 2                                                                  | Lucinda Brand        | Rabobank-Liv Woman     | +00' 01" |
| 3                                                                  | Roxane Knetemann     | Rabobank-Liv Woman     | z.t.     |

### 1e etappe

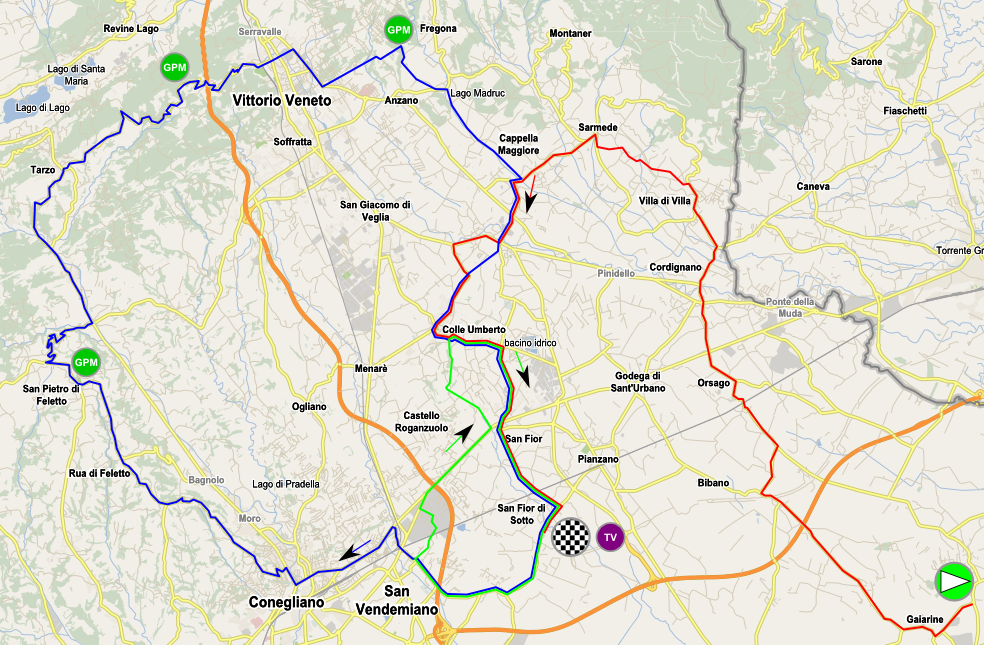
2e etappe

| Zaterdag 4 juli: Kamnik (Slovenië) - Ljubljana (Slovenië) (102,5 km) |                   |                    |          |
| Plaats                                                               | Naam              | Ploeg              | Tijd     |
| Winnaar                                                              | Barbara Guarischi | Velocio-SRAM       | 2u32'23" |
| 2                                                                    | Lucinda Brand     | Rabobank-Liv Woman | z.t.     |
| 3                                                                    | Tiffany Cromwell  | Velocio-SRAM       | z.t.     |

### 2e etappe

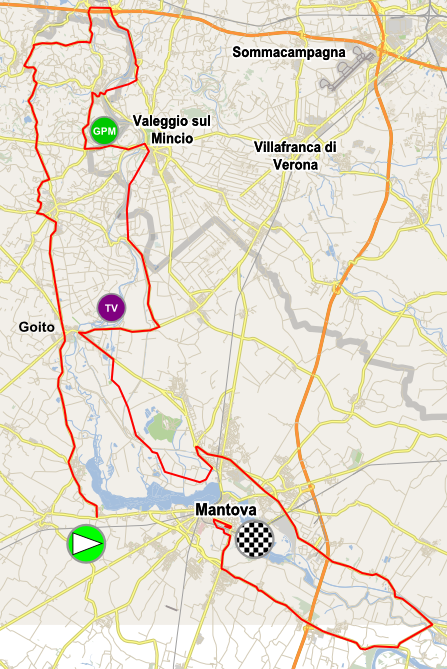
3e etappe

| Zondag 5 juli: Gaiarine - San Fior (121,5 km) |                      |                        |          |
| Plaats                                        | Naam                 | Ploeg                  | Tijd     |
| Winnaar                                       | Megan Guarnier       | Boels Dolmans          | 3u12'44" |
| 2                                             | Anna van der Breggen | Rabobank-Liv Woman     | z.t.     |
| 3                                             | Ashleigh Moolman     | Bigla Pro Cycling Team | z.t.     |

### 3e etappe

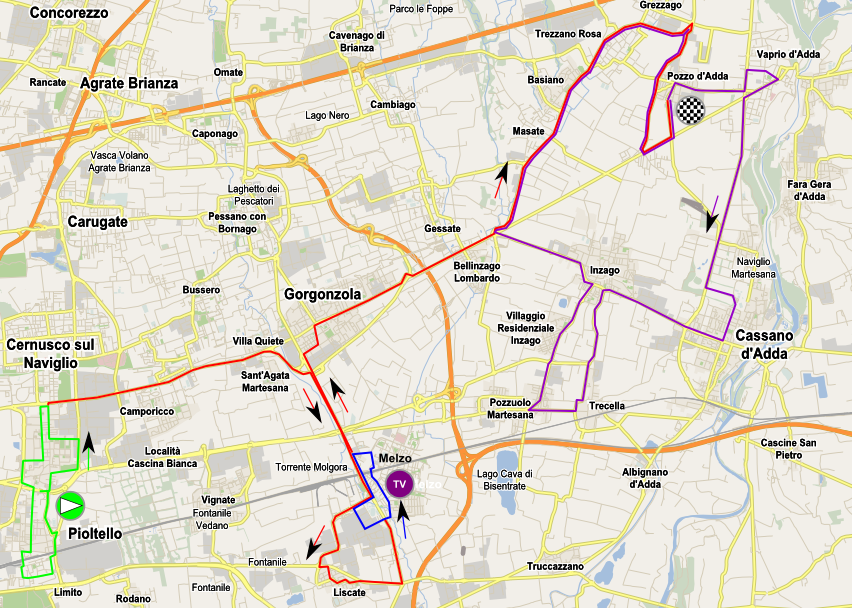
4e etappe

| Maandag 6 juli: Curtatone - Mantova (130,4 km) |                      |                     |          |
| Plaats                                         | Naam                 | Ploeg               | Tijd     |
| Winnaar                                        | Lucinda Brand        | Rabobank-Liv Woman  | 3u17'57" |
| 2                                              | Valentina Scandolara | Orica-AIS           | z.t.     |
| 3                                              | Elena Cecchini       | Lotto Soudal Ladies | z.t.     |

### 4e etappe

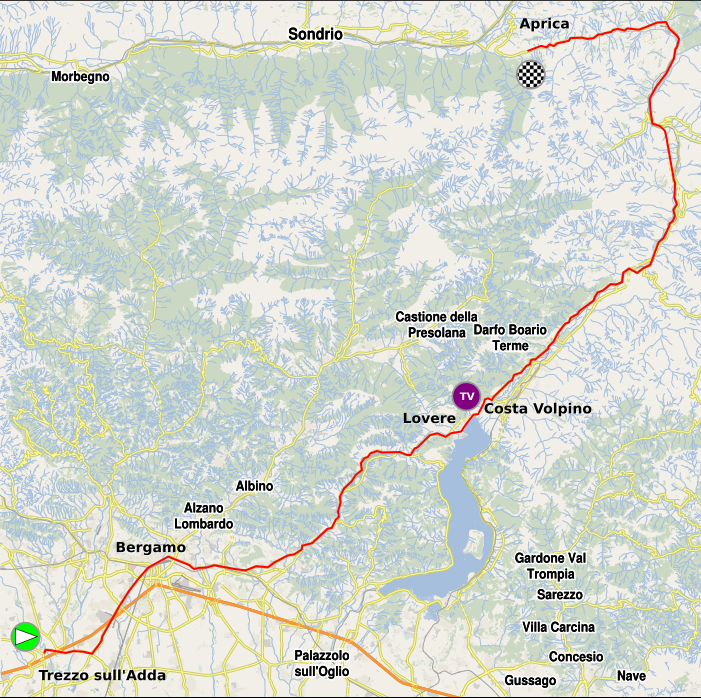
5e etappe

| Dinsdag 7 juli: Pioltello - Pozzo d'Adda (98 km) |                    |                     |          |
| Plaats                                           | Naam               | Ploeg               | Tijd     |
| Winnaar                                          | Annalisa Cucinotta | Alé Cipollini       | 2u46'44" |
| 2                                                | Marta Bastianelli  | Aromitalia Vaiano   | z.t.     |
| 3                                                | Elena Cecchini     | Lotto Soudal Ladies | z.t.     |

### 5e etappe

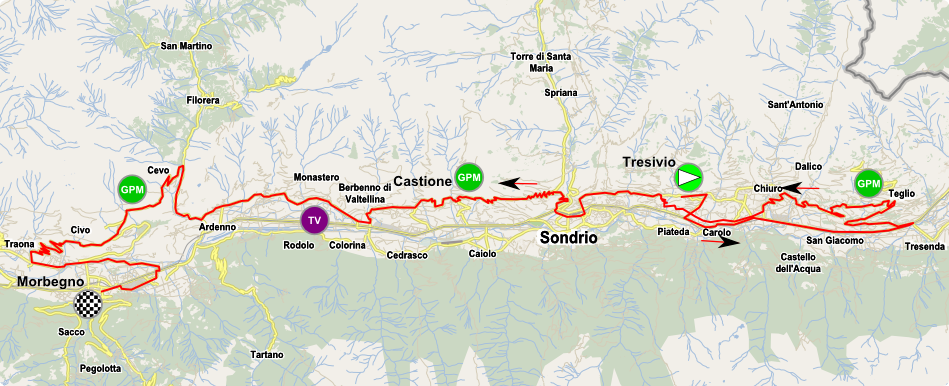
6e etappe

| Woensdag 8 juli: Trezzo sull'Adda - Aprica (128,4 km) |                        |                    |          |
| Plaats                                                | Naam                   | Ploeg              | Tijd     |
| Winnaar                                               | Pauline Ferrand-Prévot | Rabobank-Liv Woman | 3u16'28" |
| 2                                                     | Megan Guarnier         | Boels Dolmans      | +00' 01" |
| 3                                                     | Anna van der Breggen   | Rabobank-Liv Woman | z.t.     |

### 6e etappe

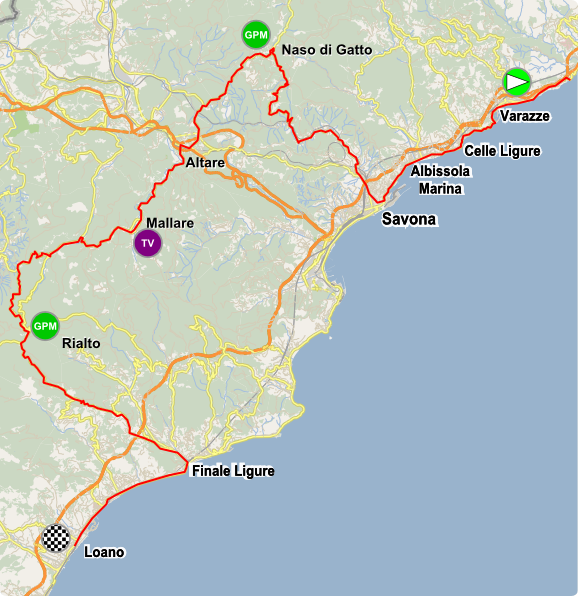
7e etappe

| Donderdag 9 juli: Tresivio - Morbegno (102,5 km) |                  |                        |          |
| Plaats                                           | Naam             | Ploeg                  | Tijd     |
| Winnaar                                          | Mayuko Hagiwara  | Wiggle Honda           | 3u12'26" |
| 2                                                | Megan Guarnier   | Boels Dolmans          | +00' 24" |
| 3                                                | Ashleigh Moolman | Bigla Pro Cycling Team | z.t.     |

### 7e etappe

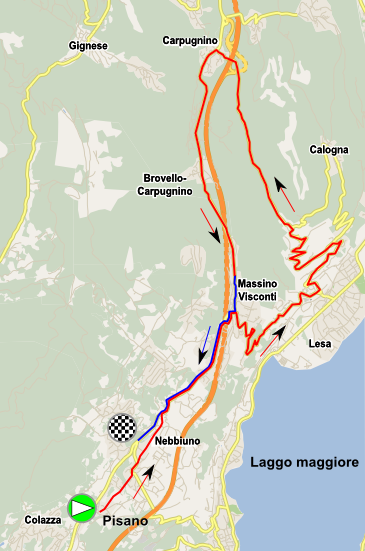
8e etappe

| Vrijdag 10 juli: Arenzano - Loano (89,7 km) |                  |                        |          |
| Plaats                                      | Naam             | Ploeg                  | Tijd     |
| Winnaar                                     | Lucinda Brand    | Rabobank-Liv Woman     | 2u38'15" |
| 2                                           | Megan Guarnier   | Boels Dolmans          | +02' 41" |
| 3                                           | Ashleigh Moolman | Bigla Pro Cycling Team | z.t.     |

### 8e etappe (ITT)

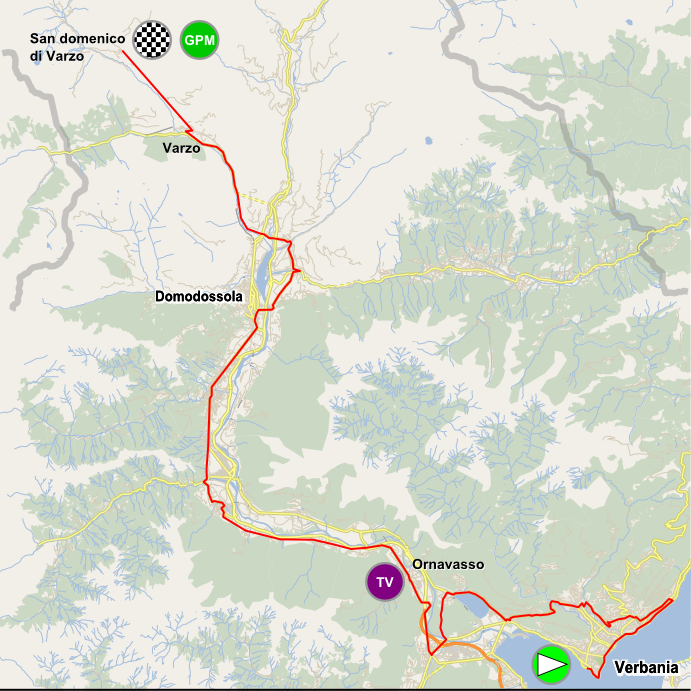
9e etappe

| Zaterdag 11 juli: Pisano - Nebbiuno (21,7 km) |                      |                        |          |
| Plaats                                        | Naam                 | Ploeg                  | Tijd     |
| Winnaar                                       | Anna van der Breggen | Rabobank-Liv Woman     | 36'05"   |
| 2                                             | Megan Guarnier       | Boels Dolmans          | +01' 03" |
| 3                                             | Ashleigh Moolman     | Bigla Pro Cycling Team | +01'16"  |

### 9e etappe
| Zondag 12 juli: Verbania - San Domenico di Varzo (92,7 km) |                      |                    |          |
| Plaats                                                     | Naam                 | Ploeg              | Tijd     |
| Winnaar                                                    | Mara Abbott          | Wiggle Honda       | 2u34'16" |
| 2                                                          | Anna van der Breggen | Rabobank-Liv Woman | +00' 55" |
| 3                                                          | Flávia Oliveira      | Alé Cipollini      | +01' 13" |

## Eindklassementen
| Plaats    | Naam                   | Ploeg                  | Tijd      |
| --------- | ---------------------- | ---------------------- | --------- |
| Roze trui | Anna van der Breggen   | Rabobank-Liv Woman     | 24u15'08" |
| 2         | Mara Abbott            | Wiggle Honda           | +01' 30"  |
| 3         | Megan Guarnier         | Boels Dolmans          | +01' 43"  |
| 4         | Ashleigh Moolman       | Bigla Pro Cycling Team | +02' 12"  |
| 5         | Katarzyna Niewiadoma   | Rabobank-Liv Woman     | +03' 11"  |
| 6         | Pauline Ferrand-Prévot | Rabobank-Liv Woman     | +06' 57"  |
| 7         | Flávia Oliveira        | Alé Cipollini          | +07' 35"  |
| 8         | Elisa Longo Borghini   | Wiggle Honda           | +08' 17"  |
| 9         | Evelyn Stevens         | Boels Dolmans          | +09' 08"  |
| 10        | Shara Gillow           | Rabobank-Liv Woman     | +10' 07"  |

| Plaats      | Naam                 | Ploeg              | Punten |
| ----------- | -------------------- | ------------------ | ------ |
| Paarse trui | Megan Guarnier       | Boels Dolmans      | 78     |
| 2           | Anna van der Breggen | Rabobank-Liv Woman | 70     |
| 3           | Lucinda Brand        | Rabobank-Liv Woman | 62     |

| Plaats      | Naam                 | Ploeg              | Punten |
| ----------- | -------------------- | ------------------ | ------ |
| Groene trui | Flávia Oliveira      | Alé Cipollini      | 42     |
| 2           | Anna van der Breggen | Rabobank-Liv Woman | 31     |
| 3           | Megan Guarnier       | Boels Dolmans      | 26     |

| Plaats     | Naam                   | Ploeg              | Tijd      |
| ---------- | ---------------------- | ------------------ | --------- |
| Witte trui | Katarzyna Niewiadoma   | Rabobank-Liv Woman | 24u18'19" |
| 2          | Pauline Ferrand-Prévot | Rabobank-Liv Woman | +03' 46"  |
| 3          | Francesca Cauz         | Alé Cipollini      | +19' 42"  |

| Plaats      | Naam                 | Ploeg                  | Tijd      |
| ----------- | -------------------- | ---------------------- | --------- |
| Blauwe trui | Elisa Longo Borghini | Wiggle Honda           | 24u06'51" |
| 2           | Francesca Cauz       | Alé Cipollini          | +14' 36"  |
| 3           | Alice Maria Arzuffi  | Inpa Sottoli Giusfredi | +15' 38"  |